# Anna Rozsypalová
Anna Rozsypalová (* 15. dubna 1934) byla česká a československá politička Komunistické strany Československa a poslankyně Sněmovny lidu Federálního shromáždění za normalizace.

## Biografie
K roku 1976 se profesně uvádí jako ředitelka základní školy.
Ve volbách roku 1976 zasedla do Sněmovny lidu (volební obvod č. 94 - Gottwaldov I, Jihomoravský kraj). Mandát obhájila ve volbách roku 1981 (obvod Gottwaldov I). Ve Federálním shromáždění setrvala do konce funkčního období, tedy do voleb roku 1986.